# Hebeloma alvarense
Hebeloma alvarense är en svampart som tillhör divisionen basidiesvampar, och som beskrevs av Jan Vesterholt och Vauras. Hebeloma alvarense ingår i släktet fränskivlingar, och familjen buktryfflar. Arten har ej påträffats i Sverige.